# Proskurník

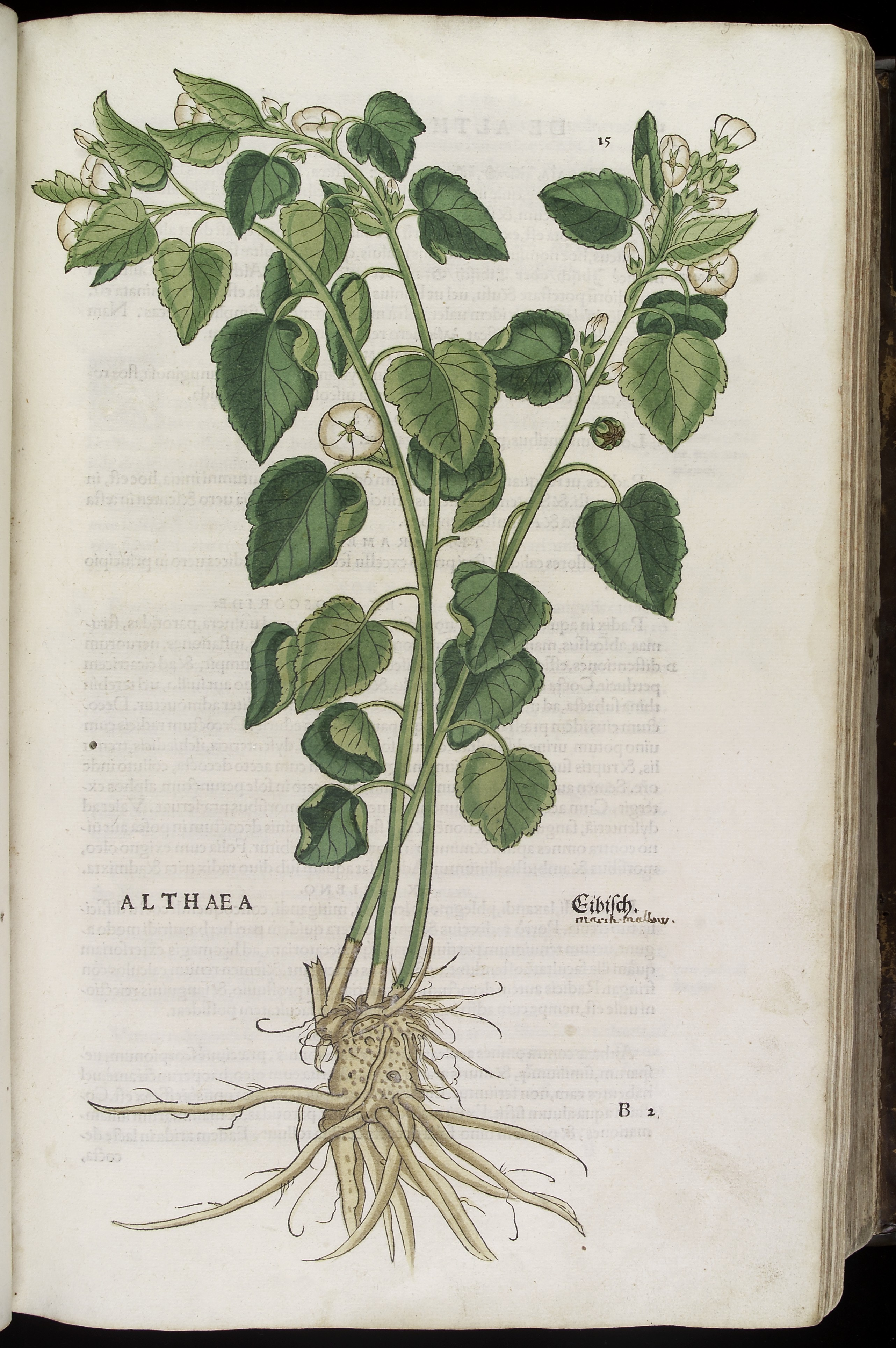
Proskurník na ilustraci z roku 1542

Proskurník (Althaea) je rod rostlin z čeledi slézovité. Zahrnuje asi 12 druhů a je rozšířen od Středomoří po Střední Asii. Proskurníky jsou přímé byliny s dlanitými listy a růžovými nebo fialovými květy. V České republice se vyskytuje pouze proskurník lékařský, léčivá bylina využívaná v lékařství i léčitelství.
Slovo přejal Jan Svatopluk Presl z ruského nářečního výrazu proskurnik odvozeného (podle tvaru plodů) od proskurá (spisovně prosforá, což je v pravoslavných církvích obdoba hostie).

## Popis
Proskurníky jsou jednoleté nebo vytrvalé byliny s přímou lodyhou. Rostliny jsou plstnatě nebo štětinatě chlupaté. V odění jsou hvězdovité chlupy. Listy jsou vejčitě trojúhelníkovité, dlanitě laločnaté až dlanitě dělené, řapíkaté. Palisty jsou úzké, šídlovité. Květy vyrůstají po 1 nebo po několika v úžlabí listů, na vrcholu lodyhy někdy tvoří koncové hroznovité květenství. Květy jsou oboupohlavné, stopkaté, o průměru nejvýše 3 cm. Kalich je miskovitý, zakončený 5 laloky. Kalíšek je složen z 6 až 12 na bázi srostlých, čárkovitých nebo kopinatých lístků. Koruna je růžová nebo fialová, nálevkovitá, korunní lístky se k bázi postupně zužují. Prašníky jsou nahloučeny na vrcholu chlupaté trubičky vzniklé srůstem nitek tyčinek. Semeník obsahuje 8 až 25 komůrek, v každé z nich je po 1 vajíčku. Počet větví čnělky odpovídá počtu komůrek. Každá čnělka je zakončena čárkovitou, sbíhavou bliznou. Plody jsou poltivé, knoflíkovité, rozpadající se na jednosemenné díly.

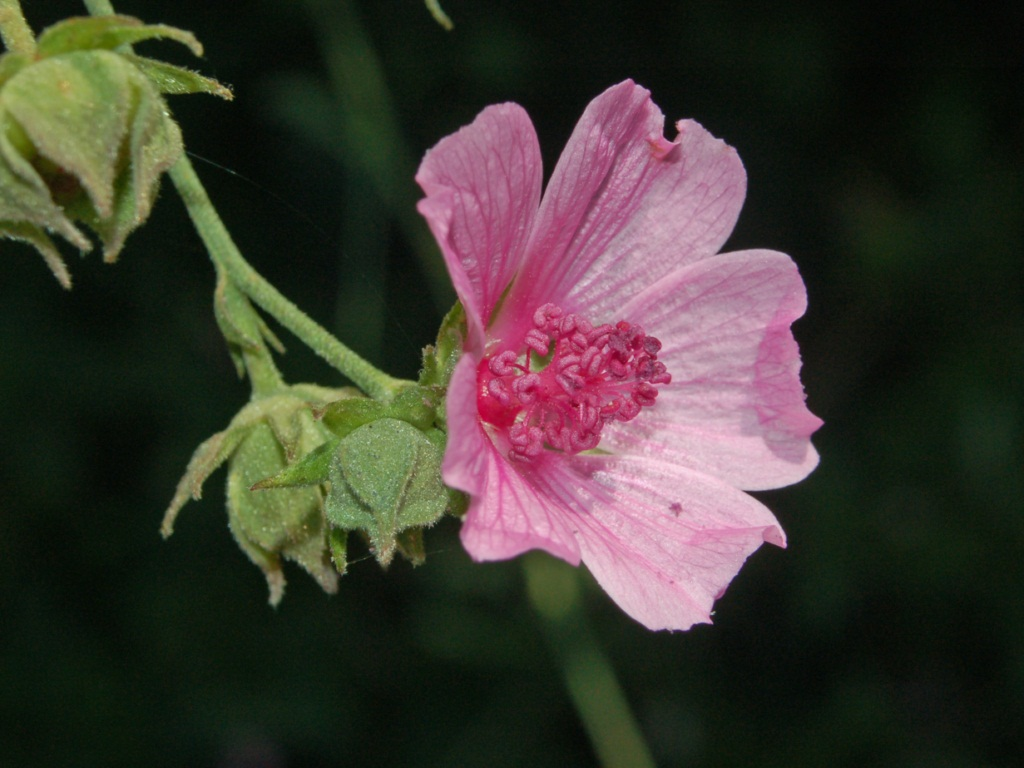
Květ proskurníku konopného
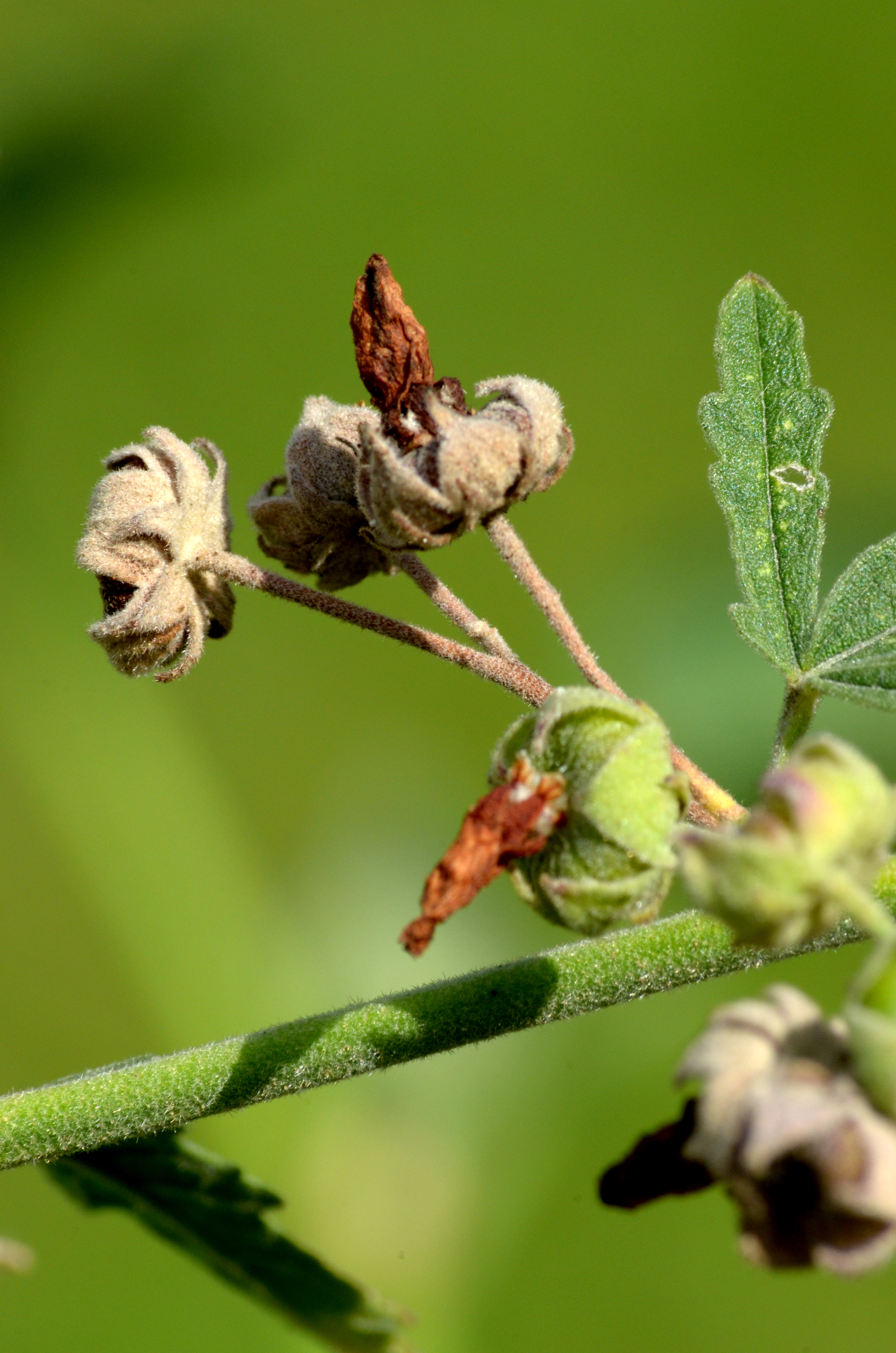
Plodenství proskurníku chlupatého
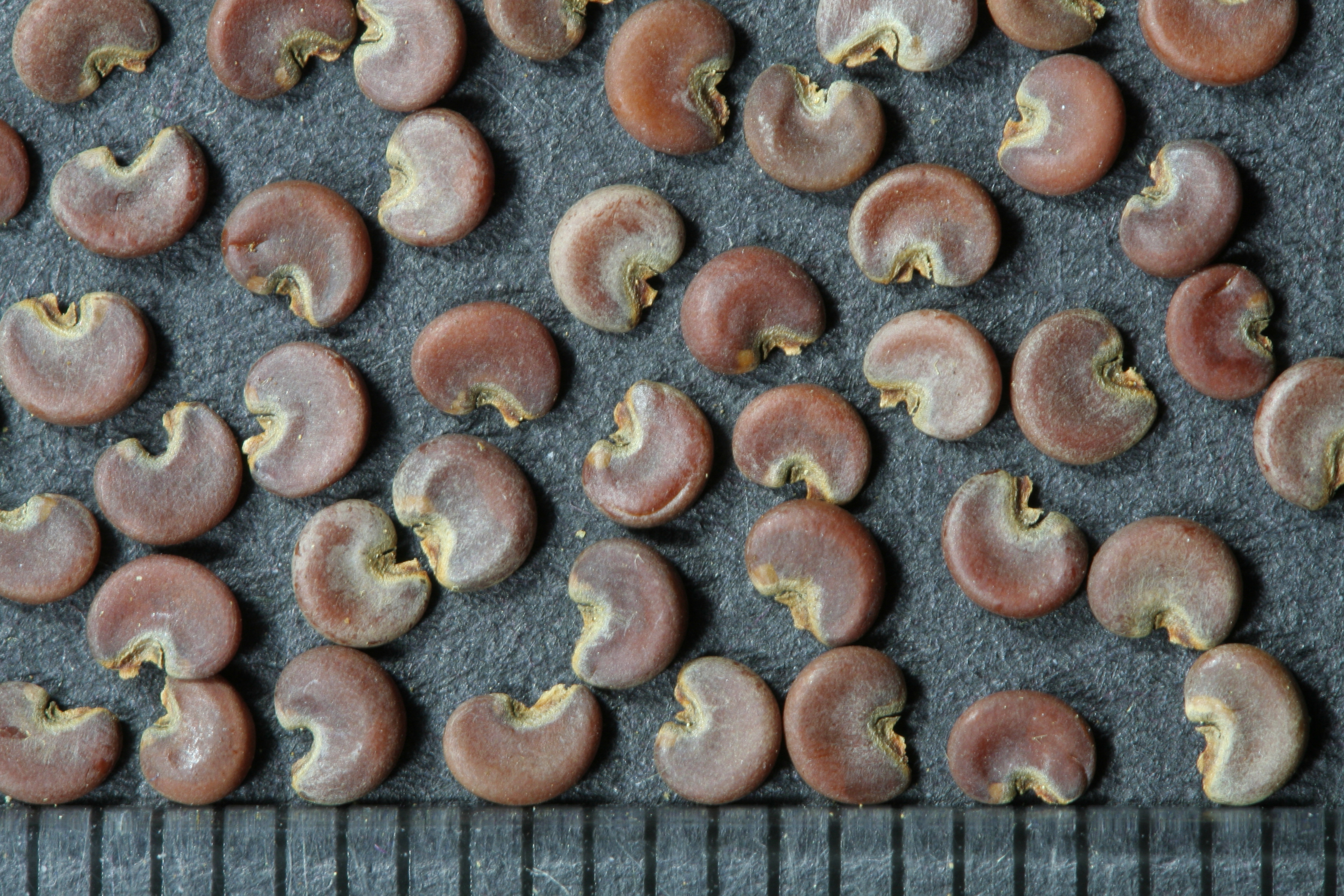
Semena proskurníku lékařského

## Rozšíření
Rod proskurník zahrnuje asi 12 druhů, vyskytujících se v Evropě a Asii. Rod je rozšířen zejména ve Středomoří a v okolí Černého moře, zasahuje však až do Střední Asie. Proskurník lékařský zdomácněl i v jiných oblastech Evropy, Asie a také v Severní Americe. V České republice se vyskytuje jediný druh rodu, proskurník lékařský. Za původní jsou považovány pouze populace na jižní Moravě, je však rozšířen i v jiných teplejších částech republiky. Pouze výjimečně byly v ČR nalezeny jiné druhy, zavlečené ze Středomoří či západní Asie: proskurník arménský a proskurník chlupatý.
Z celé Evropy je uváděno celkem 5 druhů proskurníků. Rozsáhlý areál rozšíření má zde (zejména ve Středomoří) proskurník lékařský, proskurník chlupatý a proskurník konopný. Na Pyrenejském poloostrově se vyskytuje Althaea longiflora, v Rusku proskurník arménský. Některé další uváděné druhy jsou dnes považovány za synonyma: A. broussonetiifolia (= A. armeniaca), A. narbonensis (= A. cannabina), A. taurinensis (= A. officinalis). Proskurník konopný je na Slovensku veden jako kriticky ohrožený druh.

## Taxonomie
V minulosti byl do rodu Althaea řazen i rod Alcea (topolovka), který je však příbuzensky bližší rodu Lavatera (slézovec) než rodu Althaea.

## Zástupci
- proskurník arménský (Althaea armeniaca)
- proskurník chlupatý (Althaea hirsuta)
- proskurník konopný (Althaea cannabina)
- proskurník lékařský (Althaea officinalis)

## Význam
Proskurník lékařský je léčivá rostlina, používaná v oficiální medicíně i v bylinném léčení. Jako léčivka je využíván již od starověku.